# Action 52
《Action 52》是由美國電子遊戲廠商Active Enterprises於1991年在NES平台、及1993年在Sega Genesis（北美版Mega Drive）上發行的遊戲卡帶。
其特徵賣點為在一款卡帶內匯集了52個不同遊戲供玩家遊玩，但因裡頭的作品多因可玩性不佳及充斥著未處理修改的程式臭蟲（Bug）而飽受批評。

## 开发历史
《Action 52》的作品靈感來自於Active Enterprises公司創辦人文斯·派利（Vince Perri）。某一日，文斯看見自己的兒子在玩NES遊戲機，其中所玩的遊戲是來自於台灣的盜拷卡帶；而該卡帶是將40款遊戲寫入在同張卡帶的特製非法產品，之後文斯便想到不如研發生產一套包含多種遊戲的卡帶合輯念頭。
之後文斯·派利從來自歐洲及南美等地的投資者投入的資金裡，撥出5百萬美金做為遊戲開發費用。文斯與Active Enterprises的另一創辦人勞爾·葛米拉（Raul Gomila ）雇用了馬利歐·岡薩雷茲（Mario Gonzalez）、賈維爾（Javier）及亞伯特（Albert）等數名大學生作為遊戲設計員，並以雅達利ST電腦作為開發平台，同時將一些製作程序外包委託給克羅諾斯工程公司（Cronos Engineering, Inc.）處理，遊戲音樂則邀請曾在電視卡通《加菲貓》中配樂的艾德·波格斯（Ed Bogas）負責。之後《Action 52》於1991年開發完成，產品標售則訂為199美金，而文斯·派利也在當年的消費性電子展上宣傳這套遊戲，不過《Action 52》在NES主機上販售一事一直未被任天堂所認可。
在1993年主機Sega Genesis上改版發行的《Action 52》，則交由另一遊戲廠商FarSight Studios開發設計。另Active Enterprises也曾在電玩報導媒體宣佈將發行《Action 52》的SNES版本的消息，但之後1994年Active Enterprises面臨倒閉問題，SNES版本的《Action 52》也成為胎死腹中的策划。

### 遊戲版本

#### NES
NES版本卡帶在外觀為當時少見的半透明外殼。在執行時會先出現一段歡迎的開頭動畫，之後會進入選單讓玩家從52款遊戲中挑一執行。
Active Enterprises將NES版本《Action 52》的最後一項遊戲「獵豹人」（The Cheetahmen）作為此合輯的主打作品，並曾在1997年推出續作。而獵豹人在發行十數年後，因遊戲配樂被重製混音後在網路影片分享網站NICONICO動畫流出而意外走紅。

#### Sega Genesis
Sega Genesis版的《Action 52》則將遊戲以難易度、以及是否可倆人同時遊玩作為依據，將遊戲分類在「簡易」（Beginner）、「普通」（Intermediate）、「困難」（Expert）、「雙人」（Two Player）四個不同的選單裡。
除在選單中做了分類區別，Sega Genesis版另有可播放遊戲中音樂的音樂測試模式、以及執行後會從52款遊戲隨機挑選一項供玩家遊玩的隨機模式。
除添加新作外，收錄在Sega Genesis版的遊戲也有內容與NES版相同，或是與NES版遊戲名稱一樣、但內容則完全相異的作品。

#### 原始版本
在 NES版《Action 52》發行前，文斯·派利曾詢問遊戲經銷商葛雷格·帕畢契（Greg Pabich）是否有合作意願的念頭，並將一些非正式版的《Action 52》原始版本給予葛雷格評估。之後葛雷格雖未接受與文斯合作一事，但將當時所拿到的遊戲卡帶給保存下來。
原始版本與正式版本的差異除了在遊戲選單上底色、格式略有不同外，最大差異為原始版本的第52個遊戲並不是稱為《獵豹人》；而是《動作遊戲高手》（Action Gamer），《動作遊戲高手》內容則是《獵豹人》的雛形作品。
葛雷格在保存《Action 52》原始卡帶約20年時間後，開始在cheetahmengames.com網站上販賣以《獵豹人》為主題的衍生遊戲產品。

## 評價
- 電子遊戲新聞網站Gamespy將《Action 52》列為遊戲史上最丟人現眼作品的第5名，認為《Action 52》充斥著內容重覆、永無止盡的乏味內容，作品表現差勁到令人氣得想緊握拳頭痛毆，而後續發售的MegaDrive版本更是離譜地糟糕。[2]
- 多媒體網站411mania於「爛貨名人堂」（The Hall of Shame）專欄上評論《Action 52》雖是在NES主機上發售的遊戲、但畫面效果只有更早以前的遊戲主機Atari 2600水準，並有著鬼叫般的難聽音效，毫無疑問是史上最爛的遊戲。[13]
- 專門介紹爛產品的網站SomethingAwful則認為「能夠忍受《Action 52》種種缺點、持續玩下去的玩家夠格被稱為『動作遊戲高手』」，並給予《Action 52》差勁程度滿分50分裡的45分。[14]
- 網路上的電子遊戲評論家憤怒電玩宅於個人Youtube頻道上發表他遊玩《Action 52》的心得，之後的感想為「遊戲操控難以上手、角色造型亂七八糟……賣這種爛貨遊戲產品簡直是非法行為」。[15]

### 爭議

#### 遊戲配樂
一些收錄NES版《Action 52》遊戲的配樂；如「威力絨毛球」（Fuzz Power）、「忍者突擊」（Ninja Assault）等有盜用雅達利ST電腦上的一套開發軟體《The Music Studio》裡音訊範例檔案的問題。而程式設計師凱文·霍頓（Kevin Horton）在分析《Action 52》音樂、音效的程式碼時，則發現內容有與遊戲廠商Sculptured Software使用的程式碼相同的情況。
另在NES版《Action 52》的遊戲開頭動畫，背景配樂則直接套用靈魂樂歌手Rob Base and DJ E-Z Rock的歌曲《It Takes Two》。

#### 作品完成度
《Action 52》的遊戲在執行時多有容易引發程式臭蟲、當機、 或是關卡未全部完成的問題。Active Enterprises曾在《Action 52》發售時舉辦了一個宣傳活動，該活動內容為若參與者能闖關《Action 52》裡的一套遊戲「淤泥人」（Ooze）到第5關卡、便能獲得10萬4千美元的獎金。但因「淤泥人」在遊玩到第2關卡時便會出現當機現象，也讓此活動最後無疾而終。

## 延伸參閱
- Action Gamemaster：Active Enterprises計畫發行的遊戲機

## 外部連結
- NES版《Action 52》遊戲清單一覽